# Georg August Wagner

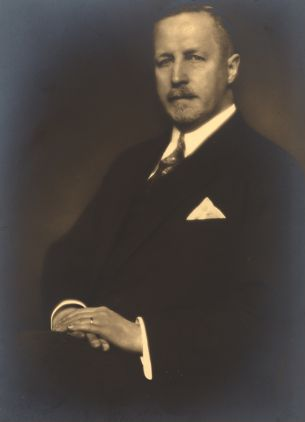
Edith Barakovich: Georg August Wagner

Georg August Wagner (* 23. September 1873 in Prag; † 15. August 1947 in Garmisch-Partenkirchen) war ein deutscher Gynäkologe und Geburtshelfer.

## Leben und Wirken
Wagner begann sein Studium der Medizin in Prag und übersiedelte auf Wunsch seiner Eltern nach Graz, um dort sein Studium fortzusetzen. Wagner war, wie auch zuvor schon in Prag als Mitglied des dortigen Vereines  vom neuen Fußballspiel, welches mit den dort festgelegten Regeln aus England kam, sehr begeistert und gründete die ersten Fußballvereinigung in Graz, dessen Kapitän er bis zum Abschluss seines Studiums war. Diese organisierte das erste Fußballspiel in Österreich, welches am 18. März 1894 auf einer Wiese im Grazer Stadtpark stattfand.
Georg August Wagner wurde am 18. März 1901 zum Dr. med. promoviert. Als Operationszögling und Assistenzarzt war er an der I. Chirurgischen Universitäts-Klinik in Wien, 1904 als Assistent an der Heidelberger Universitäts-Frauenklinik und ab 1905 in Wien tätig. Seine akademischen Lehrer waren Ernst Wertheim und Rudolf Chrobak. Er habilitierte sich 1913 an der Universität Wien für Gynäkologie und Geburtshilfe. 1917 wurde Wagner als ordentlicher Professor der Gynäkologie an die Karl-Ferdinands-Universität Prag berufen und übernahm das Direktorat der Frauenklinik. 1923 wechselte er an die Friedrich-Wilhelms-Universität Berlin und wurde 1928 Direktor der Charité-Frauenklinik. Mit einem Brief samt Verzeichnis der wissenschaftlichen Arbeiten vom 31. Januar 1931 bewarb sich Georg August Wagner um die Nachfolge des verstorbenen Heinrich von Peham an der Universität Wien. Er wurde jedoch abgelehnt. 
In der Zeit des Nationalsozialismus wurden an Wagners Klinik Röntgen- und Radiumkastrationen durchgeführt. Wagner selbst war unter anderem behandelnder Arzt von Margret Speer, sowie der Frauen von Theo Morell und Rüdiger von der Goltz. 
Von 1935 bis 1937 war er Präsident der Deutschen Gesellschaft für Gynäkologie und organisierte deren Kongress 1937 in Berlin. Die Gesellschaft ernannte ihn später zum Ehrenmitglied. 1936 wurde Georg August Wagner Mitglied der Deutschen Akademie der Naturforscher Leopoldina. Im Jahr 1943 erhielt er die Goethe-Medaille für Kunst und Wissenschaft.
Georg August Wagner leitete die II. Universitäts-Frauenklinik in Berlin bis zu seiner Emeritierung 1945. Danach wurde sie kommissarisch von Carl Kaufmann geleitet. Wagner zog nach Süddeutschland und starb 1947 im Alter von 73 Jahren in Garmisch.

## Schriften (Auswahl)
- Georg August Wagner: Beiträge zur Frage der Herkunft des Fruchtwassers: Aus der II. K. K. Univ.-Frauenklinik in Wien. Mit pathologisch-anatomischen, experimentellen und klinischen Untersuchungen über die Funktion der fötalen Nieren. Deuticke, Leipzig-Wien 1913.